# Fusiguraleus
Fusiguraleus is een geslacht van weekdieren uit de klasse van de Gastropoda (slakken).

## Soorten
- Fusiguraleus angustatus (Powell, 1942) †
- Fusiguraleus exsculptus (Powell, 1942) †
- Fusiguraleus flexicostatus (Powell, 1942) †
- Fusiguraleus gracilentus (Suter, 1917) †
- Fusiguraleus gracilicostatus (Beu, 1979) †
- Fusiguraleus granulatus (Powell, 1942) †
- Fusiguraleus lawsi (Powell, 1942) †
- Fusiguraleus leptosoma (Hutton, 1885) †
- Fusiguraleus major (Powell, 1942) †
- Fusiguraleus mancus (Powell, 1942) †
- Fusiguraleus marwicki (Powell, 1942) †
- Fusiguraleus nutans (Powell, 1942) †
- Fusiguraleus platycostatus (Powell, 1942) †
- Fusiguraleus plenecomptus (Grant-Mackie & Chapman-Smith, 1971) †
- Fusiguraleus porrectus (Powell, 1942) †
- Fusiguraleus powelli (Marwick, 1965) †
- Fusiguraleus raricostatus (Powell, 1942) †
- Fusiguraleus rigidus (Powell, 1942) †
- Fusiguraleus satanicus (Beu, 1965) †
- Fusiguraleus satus (Laws, 1936) †
- Fusiguraleus subobsoletus (Powell, 1942) †
- Fusiguraleus sutherlandicus (Powell, 1942) †